# Abádszalók
Abádszalók is een plaats (város) en gemeente in het Hongaarse comitaat Jász-Nagykun-Szolnok. Abádszalók telt 4677 inwoners (2001).

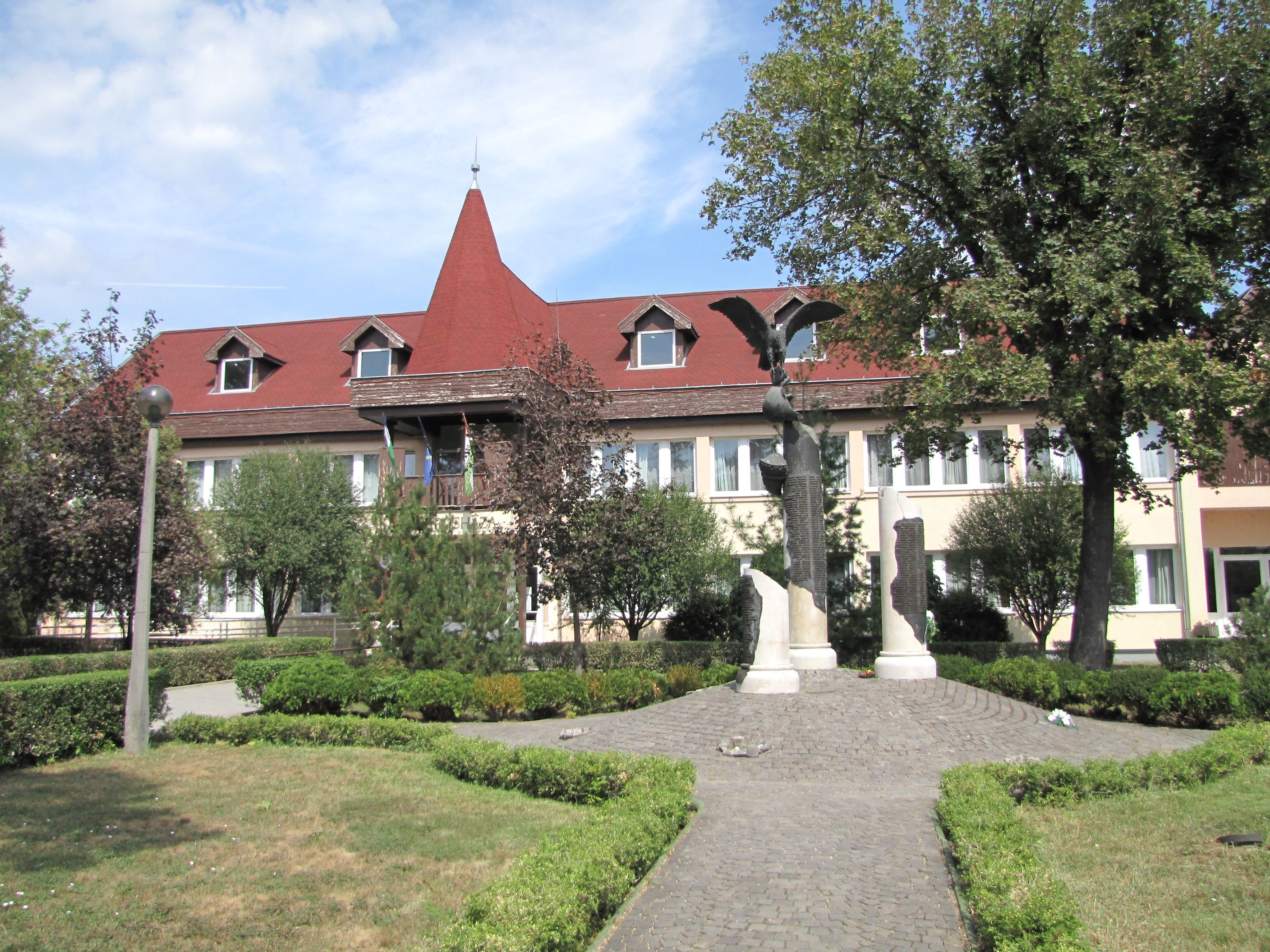
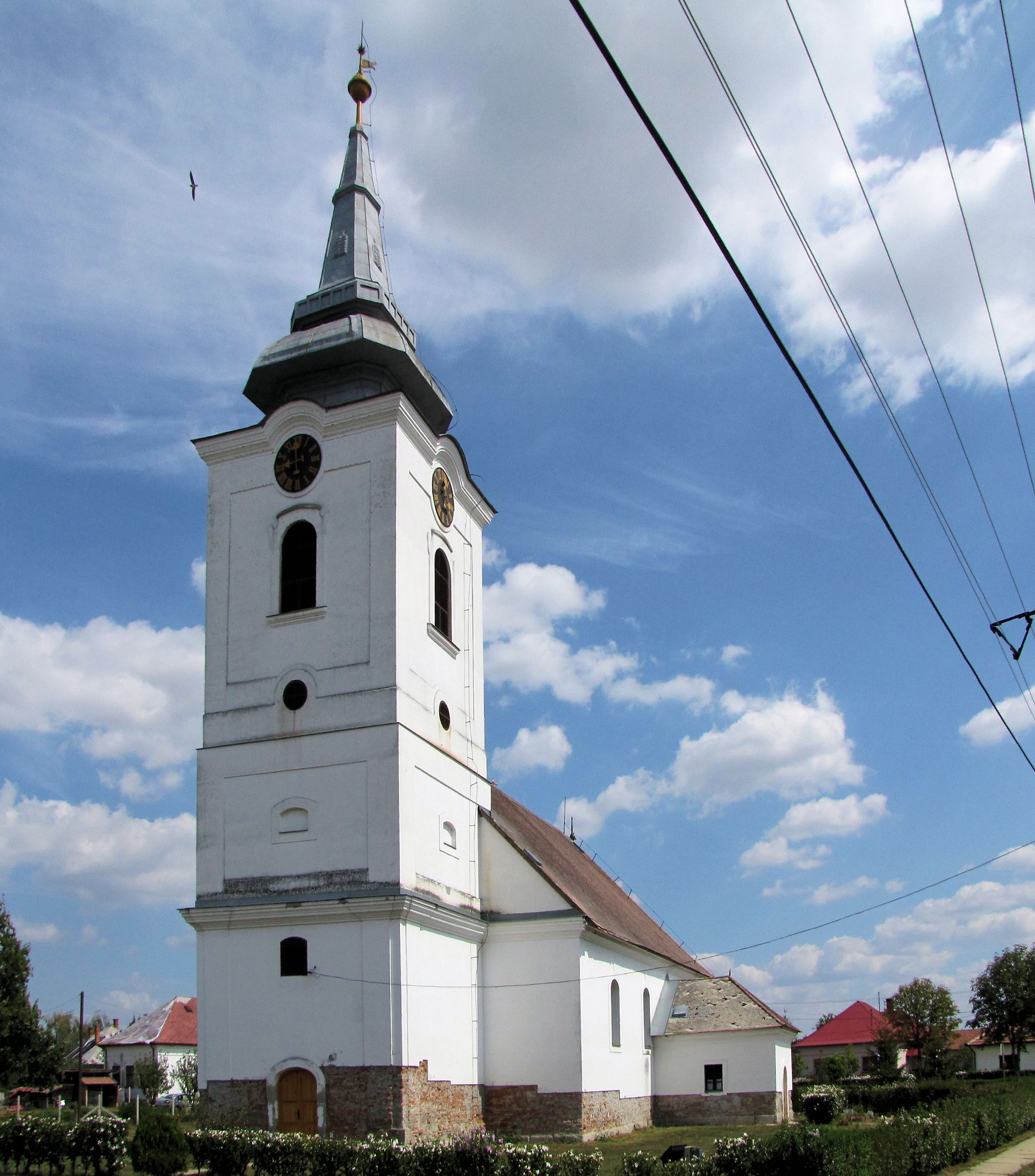
Hervormde kerk